# Eumelea polymita
Eumelea polymita är en fjärilsart som beskrevs av Louis Beethoven Prout 1929. Eumelea polymita ingår i släktet Eumelea och familjen mätare. Inga underarter finns listade i Catalogue of Life.